# Giải vô địch bóng đá Đông Nam Á 2002
Giải vô địch bóng đá Đông Nam Á 2002, còn được gọi là Cúp Tiger 2002 vì lý do tài trợ, là lần tổ chức thứ tư của Giải vô địch bóng đá Đông Nam Á do Liên đoàn bóng đá ASEAN (AFF) tổ chức. Giải đấu lần này được đồng tổ chức tại Indonesia và Singapore từ ngày 15 đến ngày 29 tháng 12 năm 2002 với 9 đội tuyển tham dự (Brunei tiếp tục vắng mặt).
Ban đầu, giải đấu được dự kiến diễn ra từ ngày 30 tháng 8 đến ngày 14 tháng 9 năm 2002, tuy nhiên AFF đã quyết định dời lịch thi đấu đến tháng 12 nhằm phù hợp với hoạt động của các câu lạc bộ Đông Nam Á tại các giải đấu của Liên đoàn bóng đá châu Á.
Thái Lan đã bảo vệ thành công chức vô địch sau khi đánh bại Indonesia với tỷ số 4–2 trên loạt sút luân lưu (hai đội hòa nhau 2–2 trong 120 phút) và giữ vững kỷ lục 3 lần đăng quang.

## Các đội tuyển tham dự
Giải đấu lần này không có vòng loại, tất cả các đội tuyển đều được vào thẳng vòng chung kết. Chín đội tuyển sau đây đến từ các hiệp hội thành viên của Liên đoàn bóng đá ASEAN đã tham dự giải đấu. Brunei lần thứ hai liên tiếp không tham dự giải do luật của nước này cấm các hoạt động quảng bá liên quan đến rượu bia.
| Đội tuyển   | Tham dự | Thành tích tốt nhất          |
| ----------- | ------- | ---------------------------- |
| Campuchia   | 2 lần   | Vòng bảng (1996, 2000)       |
| Indonesia   | 3 lần   | Á quân (2000)                |
| Lào         | 3 lần   | Vòng bảng (1996, 1998, 2000) |
| Malaysia    | 3 lần   | Á quân (1996)                |
| Myanmar     | 3 lần   | Vòng bảng (1996, 1998, 2000) |
| Philippines | 3 lần   | Vòng bảng (1996, 1998, 2000) |
| Singapore   | 3 lần   | Vô địch (1998)               |
| Thái Lan    | 3 lần   | Vô địch (1996, 2000)         |
| Việt Nam    | 3 lần   | Á quân (1998)                |

## Địa điểm
| Jakarta                                         | Jakarta                  | Singapore             | Singapore           |
| ----------------------------------------------- | ------------------------ | --------------------- | ------------------- |
| Sân vận động Gelora Bung Karno                  | Sân vận động Lebak Bulus | Sân vận động Quốc gia | Sân vận động Bishan |
| Sức chứa: 110.000                               | Sức chứa: 12.500         | Sức chứa: 55.000      | Sức chứa: 3.500     |
|                                                 |                          |                       |                     |
| Giải vô địch bóng đá Đông Nam Á 2002 (Thế giới) |                          |                       |                     |

## Bốc thăm
Lễ bốc thăm cho giải đấu diễn ra vào chiều ngày 3 tháng 8 năm 2002 tại Jakarta, Indonesia. Chín đội tuyển trong giải đấu được chia thành hai bảng, một bản 5 đội và một bảng 4 đội. Các đội trong mỗi bảng thi đấu vòng tròn một lượt để chọn ra đội nhất bảng và đội nhì bảng vào vòng bán kết.

## Vòng bảng
Hai đội đứng đầu mỗi bảng lọt vào vòng bán kết.

### Bảng A
- Tất cả các trận đấu diễn ra tại Indonesia.
- Thời gian được liệt kê là giờ chuẩn Indonesia (UTC+7).

| VT | Đội           | ST | T | H | B | BT | BB | HS  | Đ  | Giành quyền tham dự                     |
| -- | ------------- | -- | - | - | - | -- | -- | --- | -- | --------------------------------------- |
| 1  | Việt Nam      | 4  | 3 | 1 | 0 | 19 | 7  | +12 | 10 | Giành quyền vào vòng đấu loại trực tiếp |
| 2  | Indonesia (H) | 4  | 2 | 2 | 0 | 19 | 5  | +14 | 8  | Giành quyền vào vòng đấu loại trực tiếp |
| 3  | Myanmar       | 4  | 2 | 1 | 1 | 13 | 5  | +8  | 7  | Bị loại                                 |
| 4  | Campuchia     | 4  | 1 | 0 | 3 | 5  | 18 | −13 | 3  | Bị loại                                 |
| 5  | Philippines   | 4  | 0 | 0 | 4 | 3  | 24 | −21 | 0  | Bị loại                                 |

| Indonesia | 0 – 0 | Myanmar |
| --------- | ----- | ------- |
|           |       |         |

| Việt Nam | 9 – 2 | Campuchia                    |
| --- | ----- | ---------------------------- |
| Huỳnh Hồng Sơn 11' · Trần Trường Giang 16', 40' · Nguyễn Quốc Trung 24' · Lê Huỳnh Đức 63', 80' · Nguyễn Minh Phương 75' · Trịnh Xuân Thành 88' · Phạm Văn Quyến 90' |       | Sochetra 30' · Kanyanith 58' |

| Philippines  | 1 – 6 | Myanmar                                                                                |
| ------------ | ----- | -------------------------------------------------------------------------------------- |
| Gonzalez 81' |       | A. K. Moe 18', 52' · Zaw Htaik 35' · S. L. Tun 45' · Zaw Zaw 56' · T. N. Tun Thein 63' |

| Indonesia                          | 4 – 2 | Campuchia         |
| ---------------------------------- | ----- | ----------------- |
| Zaenal 35' · Bambang 58', 79', 80' |       | Sochetra 15', 45' |

| Myanmar                                                              | 5 – 0 | Campuchia |
| -------------------------------------------------------------------- | ----- | --------- |
| Zaw Zaw 47' · Lwin Oo 57', 77' · Zaw Htaik 69' · T. N. Tun Thein 83' |       |           |

| Việt Nam                                                | 4 – 1 | Philippines |
| ------------------------------------------------------- | ----- | ----------- |
| Huỳnh Hồng Sơn 60', 72' · Lê Huỳnh Đức 68' (ph.đ.), 79' |       | Cañedo 71'  |

| Campuchia     | 1 – 0 | Philippines |
| ------------- | ----- | ----------- |
| Kanyanith 90' |       |             |

| Indonesia             | 2 – 2 | Việt Nam                               |
| --------------------- | ----- | -------------------------------------- |
| Budi 12' · Zaenal 83' |       | Phan Văn Tài Em 53' · Lê Huỳnh Đức 59' |

| Myanmar                     | 2 – 4 | Việt Nam                                                                   |
| --------------------------- | ----- | -------------------------------------------------------------------------- |
| Lwin Oo 30' · Htay Aung 80' |       | Trịnh Xuân Thành 38' · Đặng Phương Nam 48', 66' · Lê Huỳnh Đức 72' (ph.đ.) |

| Indonesia | 13 – 1 | Philippines |
| --- | ------ | ----------- |
| Bambang 1', 29', 35', 82' · Zaenal 6', 38', 41', 57' · Budi 16' · Sugiantoro 55', 75' · Imran 81' · Licuanan 88' (l.n.) |        | Go 78'      |

### Bảng B
- Tất cả các trận đấu diễn ra tại Singapore.
- Thời gian được liệt kê là giờ chuẩn Singapore (SST) – UTC+8.

| VT | Đội           | ST | T | H | B | BT | BB | HS | Đ | Giành quyền tham dự                     |
| -- | ------------- | -- | - | - | - | -- | -- | -- | - | --------------------------------------- |
| 1  | Malaysia      | 3  | 2 | 1 | 0 | 8  | 2  | +6 | 7 | Giành quyền vào vòng đấu loại trực tiếp |
| 2  | Thái Lan      | 3  | 1 | 1 | 1 | 7  | 5  | +2 | 4 | Giành quyền vào vòng đấu loại trực tiếp |
| 3  | Singapore (H) | 3  | 1 | 1 | 1 | 3  | 6  | −3 | 4 | Bị loại                                 |
| 4  | Lào           | 3  | 0 | 1 | 2 | 3  | 8  | −5 | 1 | Bị loại                                 |

| Thái Lan                                  | 5 – 1 | Lào              |
| ----------------------------------------- | ----- | ---------------- |
| Worrawoot 1', 24' · Kiatisuk 8', 83', 90' |       | Phaphouvanin 66' |

| Singapore | 0 – 4 | Malaysia                                    |
| --------- | ----- | ------------------------------------------- |
|           |       | Rizal 30' · Indra 49', 65' · Nizaruddin 69' |

| Malaysia                           | 3 – 1 | Thái Lan     |
| ---------------------------------- | ----- | ------------ |
| Rizal 45' · Hazman 66' · Indra 86' |       | Therdsak 23' |

| Singapore                   | 2 – 1 | Lào              |
| --------------------------- | ----- | ---------------- |
| Alam Shah 6' · Noor Ali 52' |       | Phaphouvanin 19' |

| Malaysia          | 1 – 1 | Lào              |
| ----------------- | ----- | ---------------- |
| Nizam 27' (ph.đ.) |       | Phaphouvanin 29' |

| Singapore    | 1 – 1 | Thái Lan      |
| ------------ | ----- | ------------- |
| Noor Ali 44' |       | Woorawoot 15' |

## Vòng đấu loại trực tiếp

### Sơ đồ
|  | Bán kết     | Bán kết      |               |       | Chung kết | Chung kết |
|  |             |              |               |       |           |           |
|  | 27 tháng 12 |              |               |       |           |           |
|  |             |              |               |       |           |           |
|  | Việt Nam    | 0            |               |       |           |           |
|  | Việt Nam    | 0            | 29 tháng 12   |       |           |           |
|  | Thái Lan    | 4            |               |       |           |           |
|  | Thái Lan    | 4            | Indonesia     | 2 (2) |           |           |
|  | 27 tháng 12 |              | Indonesia     | 2 (2) |           |           |
|  |             | Thái Lan (p) | 2 (4)         |       |           |           |
|  | Indonesia   | Thái Lan (p) | 2 (4)         | 1     |           |           |
|  | Indonesia   |              |               | 1     |           |           |
|  | Malaysia    | 0            |               |       |           |           |
|  | Malaysia    | 0            | Tranh hạng ba |       |           |           |
|  |             |              |               |       |           |           |
|  | 29 tháng 12 |              |               |       |           |           |
|  |             |              |               |       |           |           |
|  | Việt Nam    | 2            |               |       |           |           |
|  | Việt Nam    | 2            |               |       |           |           |
|  | Malaysia    | 1            |               |       |           |           |

### Các trận đấu

#### Bán kết
| Việt Nam | 0 – 4    | Thái Lan                                               |
| -------- | -------- | ------------------------------------------------------ |
|          | Chi tiết | Woorawoot 24' · Narongchai 42' · Manit 75' · Sakda 90' |

| Indonesia   | 1 – 0 | Malaysia |
| ----------- | ----- | -------- |
| Bambang 75' |       |          |

#### Tranh hạng ba
| Việt Nam                                       | 2 – 1    | Malaysia  |
| ---------------------------------------------- | -------- | --------- |
| Trần Trường Giang 45' · Nguyễn Minh Phương 59' | Chi tiết | Indra 55' |

#### Chung kết
| Indonesia                                 | 2 – 2 (s.h.p.) | Thái Lan                                    |
| ----------------------------------------- | -------------- | ------------------------------------------- |
| Yaris 46' · Gendut 79'                    |                | Chukiat 26' · Therdsak 38'                  |
| Loạt sút luân lưu                         |                |                                             |
| Bambang · Sugiantoro · Firmansyah · Imran | 2 – 4          | Kiatisuk · Sakda · Therdsak · Manit · Dusit |

## Giải thưởng
Các giải thưởng dưới đây đã được trao sau khi giải đấu kết thúc:
| Chiếc giày vàng   |
| ----------------- |
| Bambang Pamungkas |

## Cầu thủ ghi bàn
| 8 bàn - Bambang Pamungkas 6 bàn - Zaenal Arif - Lê Huỳnh Đức 4 bàn - Indra Putra Mahayuddin - Worrawoot Srimaka 3 bàn - Hok Sochetra - Visay Phaphouvanin - Lwin Oo - Kiatisuk Senamuang - Huỳnh Hồng Sơn - Trần Trường Giang | 2 bàn - Ung Kanyanith - Budi Sudarsono - Sugiantoro - Akmal Rizal Ahmad Rakhli - Aung Kyaw Moe - Zaw Zaw - Zaw Htaik - Tinh Naing Tun Thein - Mohd Noor Ali - Therdsak Chaiman - Nguyễn Minh Phương - Trịnh Xuân Thành - Đặng Phương Nam | 1 bàn - Gendut Doni Christiawan - Jaris Riyadi - Imran Nahumarury - Mohd Nizaruddin Yusof - Mohd Nizam Jamil - Tengku Hazman Raja Hassan - Htay Aung - Soe Lin Tun - Richard Cañedo - Ali Go - Alfredo Razon Gonzalez - Noh Alam Shah - Chukiat Noosarung | 1 bàn - Narongchai Vachiraban - Manit Noyvach - Sakda Joemdee - Nguyễn Quốc Trung - Phạm Văn Quyến - Phan Văn Tài Em phản lưới nhà - Solomon Licuanan (gặp Indonesia) |